# Ich will dir danken! (Gesangbuch)
Ich will dir danken! ist der Titel eines Gesangbuchs, das 1991 von den beiden christlichen Verlagen Hänssler (heute: SCM-Verlag) und Bundes-Verlag veröffentlicht wurde. Es trägt den Untertitel Lieder für die Gemeinde und enthält 463 Werke, meist im Vierstimmigen Satz und mit Akkordbezeichnungen, mitunter auch mit begleitenden Instrumentalstimmen, in deutscher Sprache sowie zum Teil anderssprachigen Originaltexten.

## Liedgut
Das Liederbuch enthält traditionelle Kirchenlieder und Choräle, unter anderem von Paul Gerhardt und Gerhard Tersteegen, Evangeliumslieder, Lieder aus der amerikanischen Erweckungsbewegung des 19. Jahrhunderts, beispielsweise von Fanny Crosby und Ira D. Sankey, neue geistliche Lieder, vertreten durch Margret Birkenfeld, Johannes Nitsch, Manfred Siebald, Gerhard Schnitter oder Peter Strauch, sowie christliche Popsongs und Lobpreislieder. Es enthält auch Kontrafakturen.

## Liedgruppen
Das Gesangbuch ist in die folgenden Liedgruppen eingeteilt: 
- Jesus Christus ist Herr
- Jesus Christus loben: Gottesdienst
- Jesus Christus danken: Festzeiten
- Jesus Christus dienen: Hingabe
- Jesus Christus lieben: Heiligung
- Chorusse und Kanons
- Lieder in anderen Sprachen

## CD-Serie
Von 1991 bis 1994 erschienen in der begleitenden CD-Reihe Ich will dir danken: Die schönsten Gemeindelieder sieben Folgen mit Liedern aus dem Gesangbuch.
| Jahr | Titel                                                      | Einzeltitel | Produzent                             |
| ---- | ---------------------------------------------------------- | --- | ------------------------------------- |
| 1991 | Ich will dir danken!: Die schönsten Gemeindelieder, Vol. 1 | Du großer Gott • Zünde an dein Feuer (Axel Schruhl Studiochor) • O Gott, dir sei Ehre • Du bist unsre Zuversicht (Axel Schruhl Studiochor) • Meine Zeit steht in deinen Händen (Axel Schruhl Studiochor) • Die Gott lieben, werden sein wie die Sonne (Heike Barth; ERF Studiochor) • Niemand ist größer als du • Fröhlich, fröhlich ist das Volk (Axel Schruhl Studiochor) • Kommt doch her zu mir (Axel Schruhl Studiochor)• Ich will dir danken (Johannes Nitsch Studiochor)• Wie ein Fest nach langer Trauer (Johannes Nitsch Studiochor)• Jesus, dir gehört mein Leben (Lars Mörlid; Peter Sandwall) • Geh unter der Gnade (Manfred Siebald) • Von guten Mächten wunderbar geborgen (Axel Schruhl Studiochor)      | Axel Schruhl                          |
| 1991 | Ich will dir danken!: Die schönsten Gemeindelieder, Vol. 2 | Viele Wege gibt es auf dieser Welt (Axel Schruhl Studiochor) • Dass du mich einstimmen lässt (Axel Schruhl Studiochor) • Dass dein Wort in meinem Herzen (ERF Studiochor) • Gott baut sein Haus • Stern, auf den ich schaue • Wüst ist das Land • Jesus, dein Licht • Herr, wir sind zu dir gekommen (Axel Schruhl Studiochor) • Herr, wir wissen, dass du lebst • Die Möwen • Wo ist solch ein Gott | Axel Schruhl; Hans-Werner Scharnowski |
| 1992 | Ich will dir danken!: Die schönsten Gemeindelieder, Vol. 3 | Die dem Herrn vertrauen • Seid fröhlich in der Hoffnung • Ich will einziehen • Du bist Immanuel • Gott hat uns geschaffen • Mag sein, du kannst es nicht verstehn • Heilig, Gott, bist du • Richte unsre Füße • Lobe den Herrn, meine Seele • Herr, bleib bei mir | Johannes Nitsch                       |
| 1992 | Ich will dir danken!: Die schönsten Gemeindelieder, Vol. 4 | Herr, wohin solln wir gehn • Gut, dass wir einander haben (Manfred Siebald) • Jesus, du des Lebens Herr (Axel Schruhl Studiochor) • Vom Himmel kam er zu uns (Claus Feldmann Studiochor) • Komm geh mit mir in das Land • Herr, ich sehe deine Welt (Axel Schruhl Studiochor) • Halleluja, Halleluja • Weil Gott die Welt so unendlich liebt (Kathi Arndt; Christoph Zehendner; Johannes Nitsch; Johannes Nitsch Studiochor) • Herr, halte mich nah bei dir • Christus der Herr aller Welt • Es ist niemand zu groß • Aber der Herr ist immer noch größer (Yukio Imanaka; ERF Studiochor)• Dir, Herr, sei das Lob • Denn er hat seinen Engeln befohlen (Beate Ling; Studiochor des Musischen Bildungszentrums St. Goar) | Hans-Werner Scharnowski; Axel Schruhl |
| 1992 | Ich will dir danken!: Die schönsten Gemeindelieder, Vol. 5 | Du hast uns als Gemeinde • Wer Gott folgt, riskiert seine Träume • Wir leben und wirken • Ich trau auf dich • Folge niemals dem Rat • Mein Jesus, ich lieb dich • Himmlischer Vater • Lass mir das Ziel vor Augen bleiben • Gott wurde arm für uns (Hans-Werner Scharkowski Studiochor) • Dennoch bleibe ich • Herr, du gibst uns Hoffnung (ERF Studiochor) • Jesus, wir sehen auf dich (ERF Studiochor) • Trachtet zuerst • Friede mit euch (Hella Heizmann) | Hans-Werner Scharnowski               |
| 1992 | Ich will dir danken!: Die schönsten Gemeindelieder, Vol. 5 | Du hast uns als Gemeinde • Wer Gott folgt, riskiert seine Träume • Wir leben und wirken • Ich trau auf dich • Folge niemals dem Rat • Mein Jesus, ich lieb dich • Himmlischer Vater • Lass mir das Ziel • Gott wurde arm für uns • Dennoch bleibe ich • Herr, du gibst uns Hoffnung • Jesus, wir sehen auf dich • Trachtet zuerst • Friede mit euch | Hans-Werner Scharnowski               |
| 1993 | Ich will dir danken!: Die schönsten Gemeindelieder, Vol. 6 | Halleluja! Lobet Gott • Jesus, ich will gehn • Hell strahlt die Sonne • Gott hat uns geschaffen • Du bist mein Ziel • Keiner weiß wann, keiner weiß wie (Axel Schruhl Studiochor) • Groß und wunderbar • Du bist mein Zufluchtsort • Unser Herr sagt uns in seinem Wort (Claus Feldmann Studiochor) • Gepriesen sei der Herr • Bald schon kann es sein | Johannes Nitsch                       |
| 1994 | Ich will dir danken!: Die schönsten Gemeindelieder, Vol. 7 | Gib Gott die Ehre • Majestät • Seid nicht bekümmert • Unser Vater in dem Himmel • Ist dir Gott noch unbekannt • Lasst uns feiern das Mahl • Steht auf und lobt unsern Gott • O Herr, ich habe lieb • Herr, wohin soll'n wir gehn • Sag ja zu Gottes Wegen • Jesus Christus segne dich | Johannes Nitsch                       |

### Compilations
| Jahr | Titel                                              | Format | Anmerkung                                           |
| ---- | -------------------------------------------------- | ------ | --------------------------------------------------- |
| 2000 | Ich will dir danken!                               | 2CD    | Zusammenstellung aus den einzelnen Folgen der Reihe |
| 2002 | Ich will dir danken!, Vol. 2                       | 2CD    | Zusammenstellung aus den einzelnen Folgen der Reihe |
| 2012 | Ich will dir danken!: Die schönsten Gemeindelieder | 2CD    | Zusammenstellung aus den Compilations 2000 und 2002 |

## Inhaltsverzeichnis
| Nr.  | Titel                                                                                                   |
| ---- | --- |
| 1    | Heilig, heilig, heilig, Gott, Du bist heilig                                                            |
| 1    | Holy, holy, holy! Lord God Almighty                                                                     |
| 2    | Heilig, heilig, heilig ist der Herr Zebaoth (Nolene Prince)                                             |
| 3    | Unser Vater in dem Himmel, dir allein                                                                   |
| 4    | Himmlischer Vater, wir beten Dich an                                                                    |
| 4    | Heavenly father, I appreciate You                                                                       |
| 5    | Großer Gott, wir loben dich                                                                             |
| 5    | Holy God, we praise thy name                                                                            |
| 6    | Du großer Gott, wenn ich die Welt betrachte                                                             |
| 6    | O Lord, my God! When I in awesome wonder                                                                |
| 7    | Gott ist immer noch Gott                                                                                |
| 8    | Vater, ich lieb Dich (Herrlich sei Dein Name)                                                           |
| 9    | El Shaddai                                                                                              |
| 10   | Herr, du mein Gott, du bist gut (Helga Poppe)                                                           |
| 11   | Gib Gott die Ehre (Ehre, Ehre sei Gott)                                                                 |
| 12   | O Gott, dir sei Ehre (Preist den Herrn)                                                                 |
| 12   | To God be the glory (Praise the Lord)                                                                   |
| 12   | A Dieu soit la gloire (Gloire à Dieu)                                                                   |
| 13   | Unser Gott, Dein Name sei gelobt (Alles machst Du neu)                                                  |
| 14   | Ewiger Gott, o ewiger Gott, du bist hoch zu loben                                                       |
| 15   | Du bist mein Gott, ich will dich preisen                                                                |
| 16   | Ich lobe meinen Gott von ganzem Herzen (Claude Fraysse)                                                 |
| 17   | Immanuel, Immanuel (Bob McGee)                                                                          |
| 18   | Gott ist gegenwärtig                                                                                    |
| 19a  | Father, we love You (Glorify Your name)                                                                 |
| 19   | Vater im Himmel, wir beten Dich an (Kanon)                                                              |
| 19b  | Thou art my God and I will praise Thee                                                                  |
| 20   | Gott ist allmächtig, drum preiset ihn mein Herz                                                         |
| 21   | Wir danken unserm Gott, wir danken unserm Gott (Weil Er uns so liebt)                                   |
| 22   | Wir singen von Jesus                                                                                    |
| 22   | Let’s talk about Jesus                                                                                  |
| 23   | Frohlocket all mit lautem Schall und Widerhall                                                          |
| 24   | Mit allen Kronen krönt das Lamm auf Gottes Thron                                                        |
| 24   | Crown Him with many crowns                                                                              |
| 25   | Es ist wahr, daß Jesus lebt, Halleluja (Kommunität Gnadenthal)                                          |
| 26   | Preist Ihn! Preist Ihn! Jesum, den treuen Erlöser                                                       |
| 26   | Praise Him, praise Him! Jesus, our blessed redeemer                                                     |
| 27   | Du bist das Licht der Welt (Helga Poppe)                                                                |
| 28   | Jesus Christus herrscht als König                                                                       |
| 29   | Schönster Herr Jesu                                                                                     |
| 30   | Anbetung bringen wir dir, Jesus, Gotteslamm                                                             |
| 31   | Sein Nam’ ist höher als jeder andre                                                                     |
| 31   | His name is higher than any other                                                                       |
| 32   | Ist’s wirklich wahr, dass mir zugut der Heiland starb                                                   |
| 32   | And can it be that I should gain                                                                        |
| 33   | Unerschöpflich strömt die Quelle (Dir sei Ehre)                                                         |
| 33   | When I saw the cleansing fountain (I will praise Him)                                                   |
| 34   | Wir sind eins in dem Geist und wir sind eins in dem Herrn (Gordon Schultz)                              |
| 35   | Wir versammeln uns zu dir, o großer Gott                                                                |
| 35   | We are gathering together unto Him                                                                      |
| 36   | Kommt, stimmet alle jubelnd ein                                                                         |
| 37   | Jesus, du, des Lebens Herr                                                                              |
| 38   | Jesus, Dir gehört mein Leben und Lobpreis                                                               |
| 39   | Majestät, herrliche Majestät                                                                            |
| 39   | Majesty, worship His Majesty                                                                            |
| 39   | Majesty, worship His Majesty                                                                            |
| 40   | All die Fülle ist in dir, o Herr                                                                        |
| 41   | Kommt, singt unserm Herrn! Ein neues Lied bringt Ihm                                                    |
| 41   | Oh, sing to the Lord! Oh, sing God a new song                                                           |
| 41   | Cantad al Senor un cántico nuevo                                                                        |
| 42   | Ich will dir danken (Gott, mein Herr, es ist mir ernst)                                                 |
| 43   | Groß ist dein name (Gerhard Schnitter)                                                                  |
| 44   | Lob, meine Seel, den Herrn                                                                              |
| 45   | Ich bete an die Macht der Liebe                                                                         |
| 46   | Sein Nam’ heißt Wunderbar                                                                               |
| 46   | His name is Wonderful                                                                                   |
| 47   | Du bist würdig, Du bist würdig                                                                          |
| 47   | Thou art worthy, Thou art worthy                                                                        |
| 48   | Lobe den Herren, den mächtigen König der Ehren                                                          |
| 49   | Du meine Seele, singe                                                                                   |
| 50   | Auf, Christen, stimmt ein Loblied an                                                                    |
| 51   | Nie mehr wirst Du von uns weichen (Kommunität Gnadenthal)                                               |
| 52   | Es beten dich an, die im Himmel, die auf der Erde (Kommunität Gnadenthal)                               |
| 53   | Halleluja, Halleluja! Jesus Christus, wir loben Dich                                                    |
| 54   | Ich will singen von der Gnade meines Herrn                                                              |
| 54   | I will sing of the mercies of the Lord                                                                  |
| 55   | O lasst uns mit Jauchzen erheben                                                                        |
| 56   | Juble, mein Herz, ich habe den Heiland gefunden                                                         |
| 57   | O dass ich tausend Zungen hätte                                                                         |
| 58   | Lob und Dank, Lob und Dank                                                                              |
| 59   | Vergiss nicht zu danken                                                                                 |
| 60   | Herr, Du hast Großes an uns hier getan (Herrlichkeit Dir, Jesu, allein)                                 |
| 61   | Unser Mund, der ist voll Jubel (Kommunität Gnadenthal)                                                  |
| 62   | Halleluja, Halleluja! Singt und jubelt eurem Herrn (Singt Halleluja)                                    |
| 63   | Nun danket alle Gott                                                                                    |
| 63   | Now thank we all our God                                                                                |
| 64   | O Gott, sei gelobt für die Liebe im Sohn (Halleluja, sei gepriesen)                                     |
| 65   | O Gnade Gottes, wunderbar                                                                               |
| 65   | Amazing Grace                                                                                           |
| 66   | Ich singe dir mit Herz und Mund                                                                         |
| 67   | Sing mit mir ein Halleluja (Thomas Eger)                                                                |
| 68   | O, hätt ich tausend Zungen nur                                                                          |
| 69   | Ich will Dir danken, Herr (Sei erhoben, o Gott)                                                         |
| 69   | I will give thanks to Thee (Be exalted, o God)                                                          |
| 69   | Je t’exalterai, Seigneur (Seigneur, élève toi)                                                          |
| 70   | Danke, mein Vater, für alles, was Du schenkst                                                           |
| 71   | Verlasst euch stets auf den Herrn, denn der Herr ist ein ewiger Fels (Kanon)                            |
| 72   | Dass du mich einstimmen lässt in deinen Jubel, o Herr (Kommunität Gnadenthal)                           |
| 73   | Die Herrlichkeit des Herrn bleibe ewiglich (Kanon)                                                      |
| 73   | Let the glory of the Lord endure forever                                                                |
| 74   | Wüst ist das Land (Dankt dem Herrn Zebaoth)                                                             |
| 75   | Bleibend ist deine Treu                                                                                 |
| 75   | Great is Thy faithfulness                                                                               |
| 76   | Dir, Herr, sei das Lob, das aus der Tiefe zu Dir dringt                                                 |
| 77   | Jesus, wir danken Dir, Jesus, wir danken Dir                                                            |
| 77   | Blagadarim Gaspodj                                                                                      |
| 78   | Steht auf und lobt unsern Gott                                                                          |
| 79   | Lobet und preiset, ihr Völker, den Herrn                                                                |
| 80   | Lob, Ehr und Preis dir, Gottes Lamm                                                                     |
| 81   | Danke, Herr Jesus (Allen Kummer, alle Sorge sag ich dir, mein Herr und Gott) (Thomas Eger)              |
| 82   | Jesus, höchster Name                                                                                    |
| 82   | Jesus, name above all names                                                                             |
| 83   | Er ist der Friedefürst und der allmächtge Gott                                                          |
| 84   | Jesus, Dir nur will ich singen (Ehre, Ehre, Preis, Anbetung)                                            |
| 85   | Wohl dem, der nicht wandelt                                                                             |
| 86   | Der Herr, mein Hirte, führet mich                                                                       |
| 87   | Denn du bist groß, ein Gott, der Wunder tut                                                             |
| 88   | Lobe den Herrn, meine Seele und seinen heiligen Namen (Norbert Kissel)                                  |
| 89   | Bei Dir ist die Quelle des Lebens                                                                       |
| 90   | Das ist meine Freude (Aber das ist meine Freude, dass ich mich zu Gott halte) (Diethelm Strauch)        |
| 91   | Der Herr denkt an uns                                                                                   |
| 92   | Psalm 150 (Halleluja! Lobet Gott in Seinem Heiligtum) (Bernd Draffehn)                                  |
| 93   | Seid still und erkennt, dass ich Gott bin                                                               |
| 94   | Dennoch bleibe ich bei Dir                                                                              |
| 94   | I’ll be with You, You will guide me                                                                     |
| 95   | Der Herr ist mein Licht und mein Heil                                                                   |
| 96   | Ich trau auf Dich, o Herr (Marion Warrington)                                                           |
| 97   | Und dennoch bleibe ich stets bei Dir (Wolfgang Schulze)                                                 |
| 98   | Dein Wort ist meines Fußes Leuchte                                                                      |
| 99   | Groß und wunderbar                                                                                      |
| 100  | Verlasst euch stets auf den Herrn (Peter Strauch)                                                       |
| 101  | Wo ist solch ein Gott? (Lei lei lei lei lei...)                                                         |
| 101b | O for a thousand tongues to sing                                                                        |
| 102  | Die dem Herrn vertrauen, schöpfen neue Kraft (Peter Strauch)                                            |
| 103  | Wenn mein Volk, über das mein Name genannt ist (Peter Strauch)                                          |
| 104  | Herr, dein Wort, die edle Gabe                                                                          |
| 105  | Selig sind, die reinen Herzens sind                                                                     |
| 106  | Trachtet zuerst nach Gottes Reich                                                                       |
| 106  | Seek ye first the kingdom of God (Karen Lafferty)                                                       |
| 107  | Vater, ich will dich preisen (Walter Gschwandtner)                                                      |
| 108  | Ein neu Gebot                                                                                           |
| 109  | Fürchte dich nicht, denn du bist mein                                                                   |
| 110  | Die Güte des Herrn hat kein Ende                                                                        |
| 111  | Ihr seid das Salz der Erde, ihr seid das Licht der Welt (Kommunität Gnadenthal)                         |
| 112  | Dein Wort kommt niemals leer zurück (Johannes Jourdan / Klaus Heizmann)                                 |
| 113  | Fels des Heils, geöffnet mir                                                                            |
| 113  | Rock of ages, cleft for me                                                                              |
| 114  | Wir wollen Deinen Tod verkünden                                                                         |
| 115  | Lasst uns feiern das Mahl, das Er uns gab                                                               |
| 116  | Nehmt und esst (Dieter Stork / Siegfried Fietz)                                                         |
| 117  | Jesus nahm das Brot und gab es Seinen Jüngern (Peter Strauch)                                           |
| 118  | Dem König, welcher Blut und Leben                                                                       |
| 119  | Es ist ein Born, draus heilges Blut                                                                     |
| 120  | Segen (Herr, segne uns und behüte uns)                                                                  |
| 121  | Father, I adore You                                                                                     |
| 121  | Herr, mein ganzes Leben soll dir Ehre geben (Kanon)                                                     |
| 122  | Jesu Friede sei mit allen (Kommunität Gnadenthal)                                                       |
| 123  | Segne uns, o Herr (Kommunität Gnadenthal)                                                               |
| 124  | Jesus Christus segne dich                                                                               |
| 125  | Gott, der Vater, kröne dich                                                                             |
| 126  | Christus, der Herr aller Welt (Unser gemeinsamer Herr)                                                  |
| 127  | Wo zwei oder drei in meinem Namen versammelt sind (Kommunität Gnadenthal)                               |
| 128  | Friede, Friede, Friede sei mit dir (Nicht jenes Warten, wenn die Waffen schweigen...) (Manfred Siebald) |
| 129  | Du zeigst mir den Weg zum Leben                                                                         |
| 130  | Geh unter der Gnade (Alte Stunden, alte Tage...) (Manfred Siebald)                                      |
| 131  | Siehe, ich mache alles neu                                                                              |
| 132  | Himmel und Erde müssen vergehn (Kanon)                                                                  |
| 133  | Herr, wir bitten: Komm und segne uns                                                                    |
| 134  | Macht hoch die Tür                                                                                      |
| 135  | Advent ist es heut                                                                                      |
| 136  | Freue dich, Welt, dein König naht                                                                       |
| 136  | Joy to the world                                                                                        |
| 137  | Wie soll ich dich empfangen                                                                             |
| 138  | Mache dich auf und werde licht (Kommunität Gnadenthal)                                                  |
| 139  | In eine Welt voller Dunkelheit (Wolfgang Schulze)                                                       |
| 140  | O Du mein Trost und süßes Hoffen                                                                        |
| 141  | Jesus ist kommen, Grund ewiger Freude                                                                   |
| 142  | Die Nacht ist vorgedrungen                                                                              |
| 143  | König der Herrlichkeit, König der Ehren (Kommunität Gnadenthal)                                         |
| 144  | Tochter Zion, freue dich                                                                                |
| 145  | So sehr liebt uns Gott, Er sandte Seinen Sohn (Peter Strauch)                                           |
| 146  | In der Nacht von Bethlehem (Peter Strauch)                                                              |
| 147  | Der Heiland ist geboren (Freut euch von Herzen)                                                         |
| 148  | Schönster Herr Jesu (Kanon)                                                                             |
| 149  | Unser Heiland ist nun da                                                                                |
| 149  | Hark! the herald angels sing                                                                            |
| 150  | Noel, Noel, Noel, Noel, Christ ist geboren                                                              |
| 151  | Stille Nacht, heilige Nacht                                                                             |
| 152  | Ich steh an deiner Krippen hier                                                                         |
| 153  | Herbei, o ihr Gläub’gen                                                                                 |
| 153  | O Come, All Ye Faithful                                                                                 |
| 154  | Freude, große Freude leuchtet aus der Nacht (Margret Birkenfeld)                                        |
| 155  | Gloria, Gloria, Jesus, mein König, ist da                                                               |
| 156  | Fröhlich soll mein Herze springen                                                                       |
| 157  | Danket, danket dem Herrn (Kanon)                                                                        |
| 158  | Gott wurde arm für uns (Peter Strauch)                                                                  |
| 159  | Engel bringen frohe Kunde (Gloria in excelsis Deo)                                                      |
| 160  | O du fröhliche, o du selige                                                                             |
| 161  | Ein Jahr geht nach dem andern hin                                                                       |
| 162  | Das Jahr geht still zu Ende                                                                             |
| 163  | In der Welt habt ihr Angst, aber seid getrost                                                           |
| 164  | Mit dem Herrn fang alles an                                                                             |
| 165  | Mein Herr kennt den Weg, der vor mir liegt                                                              |
| 166  | Von guten Mächten wunderbar geborgen (Siegfried Fietz)                                                  |
| 167  | Es eilt die Zeit (Komm, eh der letzte Tag versinkt)                                                     |
| 168  | Er geht voran, er hat’s verheißen                                                                       |
| 169  | O Haupt voll Blut und Wunden                                                                            |
| 170  | O du Lamm Gottes, das da getragen                                                                       |
| 171  | Jesus Christus starb für mich (Peter Strauch)                                                           |
| 172  | Für mich gingst Du nach Golgatha (Herr, deine Liebe ist so groß) (Margret Birkenfeld)                   |
| 173  | Ich rief zu dem Herrn in meiner Angst                                                                   |
| 174  | Eines wünsch ich mir vor allem andern                                                                   |
| 175  | Was Gott nimmt, das reinigt er                                                                          |
| 176  | O du Lamm Gottes, du hast auf Golgatha (Dora Rappard)                                                   |
| 177  | Das Kreuz, es stehet fest (Halleluja, rühmt das Kreuz)                                                  |
| 178  | Alles, was atmen kann, lobe den Herrn                                                                   |
| 179  | Schau ich zu deinem Kreuze hin                                                                          |
| 180  | Kennst du den Weg zum Kreuz auf Golgatha                                                                |
| 181  | Am Kreuz litt er für mich (Jesus, mein Heiland, lebt! Aus dem Tode sich der Herr erhebt)                |
| 181  | Low In The Grave He Lay (Up From The Grave He Arose)                                                    |
| 181b | When I Survey The Wondrous Cross                                                                        |
| 182  | Freuet euch, das Grab ist leer (Gerhard Schnitter)                                                      |
| 183  | Lasst uns loben den Namen des Herrn (Kanon)                                                             |
| 184  | Auferstanden aus des Grabes Nacht (Und wir werden mit ihm leben)                                        |
| 185  | Er ist Herr                                                                                             |
| 185  | He is Lord, He is Lord                                                                                  |
| 186  | Seele, dein Heiland ist frei von den Banden (Jesus, dein Heiland, ist Sieger und lebt)                  |
| 187  | Mit Jauchzen freuet euch (Singt laut das Lied vom Sieg und Reich)                                       |
| 188  | Jesus lebt, mit ihm auch ich                                                                            |
| 189  | Er ist erstanden, Halleluja                                                                             |
| 190  | Der Herr ist auferstanden (Er ist wahrhaftig auferstanden)                                              |
| 191  | Seid nicht bekümmert                                                                                    |
| 192  | Christus ist auferstanden, wahrhaftig auferstanden (Gerhard Schnitter)                                  |
| 193  | Jesus Christus ist der Sieger über Sünde, Tod und Teufel                                                |
| 194  | Der Herr fährt auf gen Himmel mit frohem Jubelschall                                                    |
| 195  | Der Herr ist aufgefahren zum Thron der Herrlichkeit                                                     |
| 196  | Jesus ist Sieger, mit goldenen Lettern                                                                  |
| 197  | Herr, befreie unsre Herzen, dir zu danken (Gordon Schultz)                                              |
| 198  | Mächtige Ströme des Segens                                                                              |
| 198  | There shall be showers of blessing (Showers of blessing)                                                |
| 199  | O Gott, o Geist, o Licht des Lebens                                                                     |
| 200  | O komm, du Geist der Wahrheit                                                                           |
| 201  | Wir heißen deine Kinder und folgen dir nicht mehr                                                       |
| 202  | Herr, wohin soll’n wir gehn (Peter Strauch)                                                             |
| 203  | Ich bin entschieden, zu folgen Jesus                                                                    |
| 203  | I have decided to follow Jesus                                                                          |
| 204  | Lass mir das Ziel vor Augen bleiben (Bin ich versucht, auf mich zu schauen)                             |
| 205  | Erwählet euch heute, wem Ihr dienen wollt                                                               |
| 206  | Herr, wir sind zu dir gekommen, um in deinem Dienst zu stehn (Christoph Bevers)                         |
| 207  | Nimm mein Leben, Jesu, dir übergeb ich’s für und für                                                    |
| 207  | Take my life, and let it be consecrated                                                                 |
| 208  | Behalte mich in Deiner Pflege                                                                           |
| 209  | Ich möcht ein Segen sein mehr, als ich war                                                              |
| 210  | Ich sage Ja zu Dir (Jesus Christus, mein Gott und mein Herr)                                            |
| 211  | Wir leben und wirken und halten zusammen                                                                |
| 212  | Nimm Du mich ganz hin, o Gottessohn                                                                     |
| 213  | Komm, geh mit mir in das Land                                                                           |
| 214  | Preist den Namen Jesus                                                                                  |
| 214  | Praise the name of Jesus                                                                                |
| 215  | Keinem von uns ist Gott fern (Ist dir Gott noch unbekannt) (Peter Strauch)                              |
| 216  | Die Möwen, sie fliegen (Doch Gott hält für uns eine Wohnung bereit) (Peter Strauch)                     |
| 217  | So wie ich bin, so muss es sein                                                                         |
| 217  | Just as I am, without one plea                                                                          |
| 218  | Hört den großen starken Namen: Jesus Christus, Gott und Herr                                            |
| 219  | Kommt, singt mit uns das Lied der Freude                                                                |
| 220  | Such, wer da will, ein ander Ziel                                                                       |
| 221  | Wer Jesus am Kreuze im Glauben erblickt                                                                 |
| 222  | Möchtest du los sein vom Banne der Sünd (Es ist Kraft, Kraft, wunderbare Kraft)                         |
| 222  | Would you be free from your burden of sin (There is power)                                              |
| 223  | Jesus Christus kennt dich, er allein weiß, was dir fehlt (Peter Strauch)                                |
| 224  | Kehret um, kehret um, und ihr werdet leben (Christian Kröning)                                          |
| 225  | Fröhlich zieh ich meine Straße                                                                          |
| 226  | O wende dich zu Jesu hin                                                                                |
| 227  | Es ist niemand zu groß (Gott öffnet jedem die Tür) (Manfred Siebald)                                    |
| 228  | Gestern, heute und für immer gleich                                                                     |
| 229  | Hört, wen Jesus glücklich preist, Halleluja                                                             |
| 230  | Es geht ohne Gott in die Dunkelheit (Manfred Siebald)                                                   |
| 231  | Dir fehlt wohl noch der Friede (O dass du könntest glauben)                                             |
| 232  | Sag nicht nein. Gott ruft auch dich (Sieh, er liebt dich)                                               |
| 233  | Heute will dich Jesus fragen (Wag es mit Jesus) (Hans Christian Tischer)                                |
| 234  | Hast du den rechten Kurs für dein Leben (Wiedergeboren zu neuem Leben)                                  |
| 235  | Siehe, ich stehe vor der Tür und klopfe an (Diethelm Strauch)                                           |
| 236  | Gott lädt uns ein (Leben im Schatten) (Manfred Siebald)                                                 |
| 237  | Ich weiß einen Strom (O Seele, ich bitte dich: Komm)                                                    |
| 238  | Mag sein, du kannst es nicht verstehn (Peter Strauch)                                                   |
| 239  | Noch dringt Jesu frohe Botschaft (Jesus Christus, Heiland und Erlöser)                                  |
| 240  | Viele suchen dies und das (Steck den Kopf nicht in den Sand)                                            |
| 241  | Sag, kennst du wohl den wunderbaren Namen (Name über alle Namen) (Allan Törnberg)                       |
| 242  | Gepriesen sei der Herr                                                                                  |
| 243  | Komm doch zur Quelle des Lebens (Eile dahin)                                                            |
| 243  | Come with thy sins to the fountain (Haste thou away)                                                    |
| 244  | Ich bin nicht irgendwer und nicht von ungefähr (Hans Kurt Ebert)                                        |
| 244b | Freuet euch in dieser Zeit                                                                              |
| 245  | Gott hat uns geschaffen (Grenzenlose Freude)                                                            |
| 246  | Jesus kam, uns zu erlösen, preiset den Herrn                                                            |
| 247  | Gnade, dies Jesus uns zugewandt (Gnade, Gnade)                                                          |
| 248  | Nichts habe ich, was nicht frei ich empfing (Einer, den Gottes Gnade fand)                              |
| 249  | Wie ein Fest nach langer Trauer (So ist Versöhnung) (Jürgen Werth / Johannes Nitsch)                    |
| 250  | Dort auf Golgatha stand (Schätzen werd ich das alt rauhe Kreuz)                                         |
| 250  | On a hill far away (O that old rugged cross)                                                            |
| 251  | Vom Kreuz zeigt Jesus den Weg uns nach Haus (Vom Kreuz führt ein Weg nach Haus)                         |
| 252  | Christi Blut und Gerechtigkeit                                                                          |
| 253  | Welch Glück ist’s, erlöst zu sein (O preist seiner Liebe Macht)                                         |
| 254  | Mir ist Erbarmung widerfahren                                                                           |
| 255  | Siehe, ich habe dir geboten                                                                             |
| 256  | Jesus, dir nach, weil Du rufst                                                                          |
| 257  | Ich habe nun den Grund gefunden                                                                         |
| 258  | Er ist der Erlöser                                                                                      |
| 258  | There is a redeemer                                                                                     |
| 258  | Jésus Christ, fils de Dieu (Merci notre Père)                                                           |
| 259  | Die Gott lieben, werden sein wie die Sonne                                                              |
| 260  | Jesus lebet, Jesus siegt                                                                                |
| 261  | Unser Glaube ist der Sieg                                                                               |
| 262  | Bei dir, dem Weinstock                                                                                  |
| 263  | Folge niemals dem Rat der gottlosen Leute (Dann wirst du sein wie ein Baum an der Quelle)               |
| 264  | Ich lieb dich, Herr, keiner ist wie du                                                                  |
| 265  | Viele Wege (Weise mir, Herr, deinen Weg) (Thomas Eger)                                                  |
| 266  | Seligstes Wissen: Jesus ist mein (Lasst mich’s erzählen, Jesus zur Ehr)                                 |
| 266  | Blessed assurance, Jesus is mine (This is my story)                                                     |
| 267  | Näher, mein Gott, zu dir                                                                                |
| 267  | Nearer, my God, to Thee                                                                                 |
| 268  | Näher, noch näher                                                                                       |
| 268  | Nearer, still nearer                                                                                    |
| 269  | Nun gehören unsre Herzen                                                                                |
| 270  | Meinen Jesus lass ich nicht                                                                             |
| 271  | Jesu, geh voran                                                                                         |
| 272  | Ich brauch dich allezeit                                                                                |
| 273  | Ich liebe Jesum alle Stund                                                                              |
| 274  | Herr, füll mich neu                                                                                     |
| 275  | Prüfe mich, Herr, erforsche Du mein Herz                                                                |
| 276  | Du bist der Weg und die Wahrheit und das Leben                                                          |
| 277  | Bei dir, Jesu, will ich bleiben                                                                         |
| 278  | Friede mit euch, Friede mit euch                                                                        |
| 279  | Es ist gut, auf den Herrn zu vertrauen                                                                  |
| 280  | Jesus, Du mein Leben, meines Herzens Streben                                                            |
| 281  | Immer auf Gott zu vertrauen                                                                             |
| 282  | Geh, Abraham, geh                                                                                       |
| 283  | Mein Jesus, ich lieb dich                                                                               |
| 283  | My Jesus, I love Thee, I know Thou art mine                                                             |
| 284  | Preis den Herrn, meine Seele                                                                            |
| 285  | Jesus, wir sehen auf dich                                                                               |
| 286  | Wachet auf, ruft uns die Stimme (Philipp Nicolai)                                                       |
| 287  | Lass mich dein sein und bleiben                                                                         |
| 288  | Zeichen der Liebe (Seid fröhlich in der Hoffnung)                                                       |
| 289  | Erforsche mich, Gott, und erkenne mein Herz                                                             |
| 290  | Herr, Du hast uns gerufen (Rede mit uns allezeit)                                                       |
| 291  | Und dennoch, wenns auch tobt und stürmt                                                                 |
| 292  | Vom Himmel her kam ein Kind (Du, unser Gott, Du bist der Herr) (Graham Kendrick)                        |
| 292  | The Servant King (From heaven You came)                                                                 |
| 293  | Vom Himmel kam Er zu uns (Du großer König Jesus Christ)                                                 |
| 294  | Jesus, mein Herr, wird immer mich lieben (Darum gehör ich Jesus)                                        |
| 295  | Das Höchste meines Lebens                                                                               |
| 295  | The greatest thing in all my life (Mark Pendergrass)                                                    |
| 296  | Bind uns zusammen, Herr                                                                                 |
| 297  | Jesu Name nie verklinget                                                                                |
| 298  | Jesu, meine Freude, meines Herzens Weide                                                                |
| 299  | Blicke nur auf Jesus, Seele, eil ihm zu                                                                 |
| 300  | Jesus ist immer noch größer                                                                             |
| 301  | Jesu, hilf siegen, du Fürste des Lebens                                                                 |
| 302  | Brüder, noch gilt es zu retten (Auf Brüder, glauben heißt siegen)                                       |
| 303  | Hast du eine Sorgenlast                                                                                 |
| 304  | Keiner wird zuschanden, welcher Gottes harrt                                                            |
| 305  | Fest und treu, wie Daniel war (Bleibe fest, wie Daniel)                                                 |
| 306  | Beleb dein Werk, o Herr                                                                                 |
| 306  | Revive Thy work, o Lord                                                                                 |
| 307  | Ja, ich glaub, Gott hört Gebet                                                                          |
| 308  | Geduld ist euch vonnöten                                                                                |
| 309  | Jesus, Heiland meiner Seele                                                                             |
| 310  | Die Gnade sei mit allen                                                                                 |
| 311  | Ein feste Burg ist unser Gott (Martin Luther)                                                           |
| 311  | A mighty fortress is our God                                                                            |
| 312  | Ich freue mich, ich freu mich                                                                           |
| 313  | Dass Jesus siegt, bleibt ewig ausgemacht                                                                |
| 314  | Welch ein Freund ist unser Jesus                                                                        |
| 314  | What a friend we have in Jesus                                                                          |
| 315  | Von Freiheit will ich singen                                                                            |
| 316  | Auf, denn die Nacht wird kommen                                                                         |
| 316  | Work, for the night is coming                                                                           |
| 317  | Wir sehen die verlorene Welt                                                                            |
| 317  | The vision of a dying world                                                                             |
| 318  | Die Sach ist dein, Herr Jesu Christ                                                                     |
| 319  | Du bist der Weg, und Du führst zur Wahrheit                                                             |
| 320  | Hast du Jesu Ruf vernommen                                                                              |
| 321  | Jesus, ich will gehn, sende mich                                                                        |
| 322  | Wir schämen uns der Botschaft nicht                                                                     |
| 323  | Jesus ist der schönste Nam                                                                              |
| 324  | Jesus sucht Leute                                                                                       |
| 325  | Stimmt zu Gottes Ehren froh ein Loblied an (Heinz Fuhrmann)                                             |
| 326  | Jetzt ist die Zeit zu bauen                                                                             |
| 326  | Groß ist dein Name, Herr, wir loben dich                                                                |
| 327  | Vom Aufgang der Sonne                                                                                   |
| 328  | Siehe, Finsternis bedeckt die Erde                                                                      |
| 329  | Wach auf, du Geist der ersten Zeugen                                                                    |
| 330  | Herr, Du gibst uns Hoffnung, Du änderst unser Leben                                                     |
| 331  | Du gibst das Leben, das sich wirklich lohnt                                                             |
| 332  | Befiehl dem Herrn deine Wege (Kanon)                                                                    |
| 333  | Jesus ist immer da, er ist dir heute nah                                                                |
| 334  | Die Güte Gottes preisen soll meine Freude sein                                                          |
| 335  | Sende dein Licht und deine Wahrheit                                                                     |
| 336  | Meine Zeit steht in Deinen Händen                                                                       |
| 337  | Rufe mich an in der Not (Kanon)                                                                         |
| 338  | Sag ja zu Gottes Wegen, Gottes Wege sind immer gut                                                      |
| 339  | O Heiland, fülle meinen Tag (In keinem andern ist ja Heil)                                              |
| 340  | Fröhlich, fröhlich ist das Volk                                                                         |
| 341  | Herr, manche Tage sind für mich eine Last                                                               |
| 342  | Hell strahlt die Sonne                                                                                  |
| 343  | Ein neuer Tag beginnt, und ich freu mich (Helga Poppe)                                                  |
| 344  | Dies ist der Tag, dies ist der Tag, den der Herr gemacht                                                |
| 345  | Danke für diesen guten Morgen                                                                           |
| 346  | Die güldne Sonne                                                                                        |
| 347  | Lass mich Dir singen, Herr                                                                              |
| 348  | Er weckt mich alle Morgen                                                                               |
| 349  | Die Sonne sinkt, die Gnade nicht                                                                        |
| 350  | Herr, bleib bei mir, der Abend bricht herein                                                            |
| 351  | Mein schönste Zier und Kleinod                                                                          |
| 352  | Nun wollen wir singen das Abendlied                                                                     |
| 353  | Diesen Tag, Herr, leg ich zurück in Deine Hände                                                         |
| 354  | Es wird Abend, schlafen geht die Welt                                                                   |
| 355  | Abend ward, bald kommt die Nacht                                                                        |
| 356  | Bleibe bei uns, denn es wird Nacht                                                                      |
| 357  | Toben auch Stürme                                                                                       |
| 358  | Wenn nach der Erde Leid, Arbeit und Pein (Das wird allein Herrlichkeit sein)                            |
| 358  | When all my labors and trials are over (O that will be glory for me)                                    |
| 359  | Bald schon kann es sein, dass wir Gott als König sehn                                                   |
| 360  | Keiner weiß, wann                                                                                       |
| 361  | Wir haben eine Hoffnung (Jesus kommt wieder)                                                            |
| 362  | Du sollst nicht müde werden (Wir werden sein wie die Träumenden)                                        |
| 363  | Wir warten dein, o Gottessohn                                                                           |
| 364  | Dann wird es kein Leid mehr geben (Gott wird sein alles und in allen)                                   |
| 365  | Viele Augen warten heute (Ehre, Ehre Seinem Namen)                                                      |
| 365  | Mine eyes have seen the glory (Glory! glory! hallelujah)                                                |
| 365b | Soon and very soon                                                                                      |
| 366  | Lobpreiset unsern Gott (Freuet euch, ich komm)                                                          |
| 367  | Lass mich an dich glauben, wie Abraham es tat                                                           |
| 369  | Mein Glaube fest sich bauen kann (Wer diesem Felsen fest vertraut)                                      |
| 369  | My hope is built on nothing less (On Christ, the solid rock, I stand)                                   |
| 370  | Solang mein Jesus lebt (So lang mein Jesus lebt)                                                        |
| 371  | Wir haben einen Felsen, der unbeweglich steht                                                           |
| 372  | Stern, auf den ich schaue                                                                               |
| 373  | Denn ich bin gewiss, dass weder Tod noch Leben                                                          |
| 374  | Im Kreuz ist unsre Kraft verborgen (Denn die da harren auf den Herrn)                                   |
| 375  | Ich steh in meines Herren Hand                                                                          |
| 376  | So nimm denn meine Hände                                                                                |
| 377  | Aber der Herr ist immer noch größer (Wellen der Angst)                                                  |
| 378  | Herr, weil mich festhält deine starke Hand                                                              |
| 379  | Im Glauben und Vertrauen                                                                                |
| 380  | Wie tief kann ich fallen (Nie tiefer als in Gottes Hand)                                                |
| 381  | Wer Gott folgt, riskiert seine Träume                                                                   |
| 382  | Glauben heißt vertrauen Gottes Vaterhut                                                                 |
| 383  | Wohl denen, die da wandeln                                                                              |
| 384  | Es sind der Gaben auf Erden viel                                                                        |
| 385  | Jesus nur alleine sei mein Losungswort                                                                  |
| 386  | Freu dich an der Sonne (Ich habe Freude, ja Freude, die bis morgen bleibt)                              |
| 387  | Suchet den Herrn, so werdet ihr leben (Kanon)                                                           |
| 388  | In dir ist Freude                                                                                       |
| 389  | Wir bekümmern uns nicht, denn die Freude am Herrn                                                       |
| 390  | Richte unsre Füße auf den Weg des Friedens (Siehe, ich breite aus den Frieden)                          |
| 391  | Wie das Licht nach der Nacht                                                                            |
| 392  | Weiß ich den Weg auch nicht                                                                             |
| 393  | Dank sei dir, ja, Dank sei dir                                                                          |
| 394  | Ich blicke voll Beugung und Staunen                                                                     |
| 395  | Dankt dem Herrn mit frohem Mut                                                                          |
| 396  | Du hast mein Leben so reich gemacht                                                                     |
| 397  | Wenn Friede mit Gott meine Seele durchdringt (Mir ist wohl in dem Herrn)                                |
| 397  | It Is Well with My Soul                                                                                 |
| 398  | Wie ein Strom von oben                                                                                  |
| 398  | Like a river, glorious (Stayed upon Jehovah)                                                            |
| 399  | Ich will den Namen des Herrn preisen                                                                    |
| 400  | Nun aufwärts froh den Blick gewandt                                                                     |
| 401  | Vater, mach uns eins, Vater, mach uns eins, dass die Welt erkennt (Rick Ridings)                        |
| 401  | Father, make us one                                                                                     |
| 402  | O Herr, ich habe lieb die Stätte Deines Hauses                                                          |
| 403  | Du hast uns als Gemeinde in Deinen Dienst gestellt                                                      |
| 404  | Die Kirche steht gegründet allein auf Jesum Christ                                                      |
| 404  | The church’s one foundation                                                                             |
| 405  | Selig sind, die Frieden stiften                                                                         |
| 406  | Wenn Gott will und wir leben                                                                            |
| 407  | Gut, dass wir einander haben                                                                            |
| 408  | Ein jeder trage die Last des andern                                                                     |
| 409  | Lasset uns Ihn lieben                                                                                   |
| 410  | Gott baut sein Haus, Stein auf Stein                                                                    |
| 410b | Er hat mich so geliebt                                                                                  |
| 411  | Herz und Herz vereint zusammen                                                                          |
| 412  | Ich will einziehn in sein Tor                                                                           |
| 412  | I will enter His gates                                                                                  |
| 413  | Der Tempel (Jesus will uns bau’n zu einem Tempel)                                                       |
| 414  | Es pilgert durch die Lande                                                                              |
| 415  | Ich will loben Jesus, solange ich lebe                                                                  |
| 416  | Herr, wir stehen Hand in Hand                                                                           |
| 417  | Überwunden durch das Blut (Triumphierend brach das Lamm Satans Macht entzwei)                           |
| 418  | Lass du mich stille werden, mein Herr und Gott                                                          |
| 419  | Erforsche mich, Jesu, mein Licht                                                                        |
| 420  | Nicht der Anfang, nur das Ende                                                                          |
| 421  | Der Herr ist treu (Kanon)                                                                               |
| 422  | Herr, halte mich nah bei Dir jeden Tag (Herr, mach aus mir ein Gefäß)                                   |
| 423  | Unser Herr sagt uns in Seinem Wort (Wenn wir fest mit Ihm verbunden sind)                               |
| 424  | Du allein bist Gott. Dir gehört die Macht                                                               |
| 425  | Dass dein Wort in meinem Herzen                                                                         |
| 426  | Nicht mehr mein Ich, sondern Christus lebt in mir                                                       |
| 427  | Gib mir Liebe ins Herz, lass mich leuchten (Sing Hosianna)                                              |
| 428  | Herr, das Licht Deiner Liebe leuchtet auf (Jesus, dein Licht) (Graham Kendrick)                         |
| 428  | Shine, Jesus, shine (Lord, the light of Your love)                                                      |
| 429  | Heilge Liebe, unaussprechlich                                                                           |
| 430  | O Gott, schaffe in mir ein reines Herz                                                                  |
| 431  | Brich mir das Lebensbrot, Du großer Herr                                                                |
| 432  | Lehre mich glauben, Herr, lehre mich flehn                                                              |
| 433  | Ins Wasser fällt ein Stein                                                                              |
| 433b | Es fällt uns oft so schwer, mit Menschen auszukommen                                                    |
| 434  | Ich will den Herrn loben allezeit (Kanon)                                                               |
| 435  | Heilig dem Herrn!, das heißt: Kirche des Herrn (Heilig dem Herrn! ist die Losung)                       |
| 435  | Called unto holiness (Holiness unto the Lord)                                                           |
| 436  | Wer auf Gott vertraut (Denn Er hat Seinen Engeln befohlen)                                              |
| 437  | Sicher in Jesu Armen, sicher an seiner Brust                                                            |
| 438  | Du bist mein Zufluchtsort, Du bist mein Schirm, mein Gott                                               |
| 439  | Gott will’s machen, dass die Sachen                                                                     |
| 440  | Der Herr ist gut, in dessen Dienst wir stehn                                                            |
| 441  | Lasset uns laufen durch Geduld                                                                          |
| 442  | Du bist unsre Zuversicht, du bist unsre Stärke                                                          |
| 443  | Gott wird dich tragen, drum sei nicht verzagt                                                           |
| 444  | Lasst uns miteinander, lasst uns miteinander                                                            |
| 445  | Ohne Weg, ohne Licht, ohne Hilfe (Seine Güte und Gnade und Seine große Treu)                            |
| 445  | A pilgrim was I (Surely goodness and mercy)                                                             |
| 446  | Zünde an dein Feuer                                                                                     |
| 447  | Befiehl du deine Wege                                                                                   |
| 448  | Himmel und Erde werden vergehn                                                                          |
| 449  | Kommt doch her zu mir                                                                                   |
| 450  | Amen! Amen! lauter Amen                                                                                 |
| 451  | Helfer der Schwachen, kehre Dich zu mir                                                                 |
| 452  | Jesus, die Sonne, das strahlende Licht                                                                  |
| 453  | Du bist Immanuel: Mit uns ist Gott                                                                      |
| 454  | Weil Gott die Welt so unendlich liebt                                                                   |
| 455  | Harre, meine Seele, harre des Herrn                                                                     |
| 456  | Nimmst Du mich noch einmal an?                                                                          |
| 457  | Alles, was atmet, alles, was lebt (Der See, der den Himmel spiegelt)                                    |
| 458  | Herr, ich sehe deine Welt                                                                               |
| 459  | Geh aus, mein Herz, und suche Freud                                                                     |
| 460  | Wie groß ist mein Gott, kein andrer wie er                                                              |
| 461  | Ja, das ist Freude                                                                                      |
| 462  | Es gibt jemand, der deine Lasten kennt                                                                  |
| 463  | Wenn ich bedenke, was der Herr getan                                                                    |

## Ausgaben
- Ich will dir danken: Lieder für die Gemeinde; Neuhausen (Filder): Hänssler; Witten: Bundes-Verlag, 1991; ISBN 3-7751-1501-3